# Barwniak Kingsleja
Barwniak Kingsleja (Chromidotilapia kingsleyae) – gatunek słodkowodnej ryby z rodziny pielęgnicowatych (Cichlidae) z podrodziny Pseudocrenilabrinae.

## Występowanie
Rzeki Ogowe i Sette Kama w Gabonie. Żyje w wodach o temperaturze 23–26 °C

## Cechy morfologiczne
Osiąga 13 cm (maksymalnie 16,5 cm).